# Teatro Clube de Alpedrinha

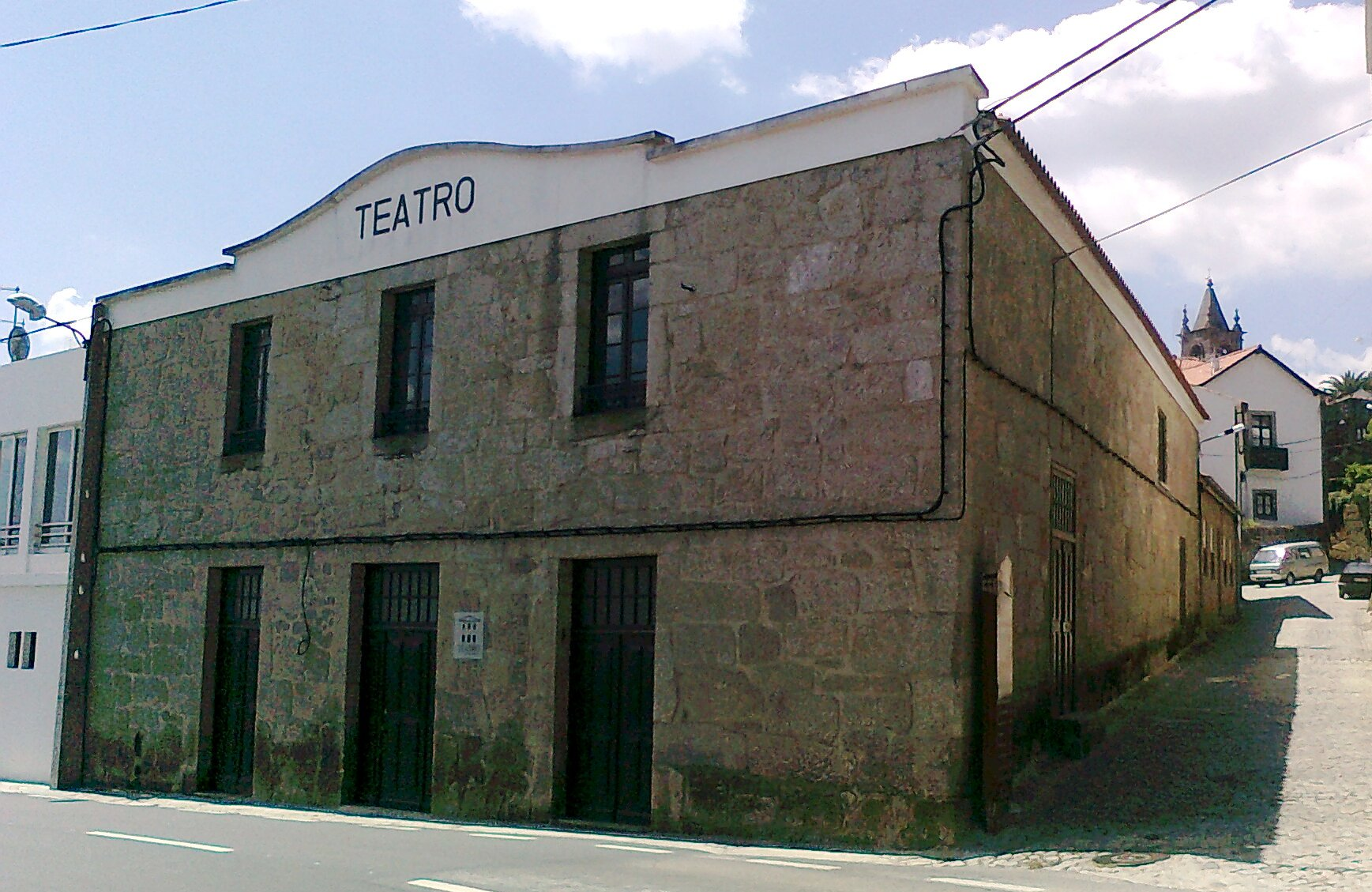
Edifício actual do T.C.A., neste local desde 1894

O Teatro Clube de Alpedrinha foi o primeiro teatro a nascer no Distrito de Castelo Branco. Inicialmente conhecido por "Casa da Ópera" e também por "Teatro do Calvário", pelo facto de se situar numa das casas da Rua do Calvário, situava-se precisamente em Alpedrinha. A sua fundação deve-se à iniciativa de Teodósio Cerveira Alves de Sousa, natural desta vila beirã.
Decorria então o ano de 1839. O teatro era de pequenas dimensões. Contudo, chegava para as exigências da localidade. Os espectáculos eram gratuitos, já que as despesas eram feitas pelos próprios actores, sendo estes um pequeno grupo de amadores dramáticos, composto por rapazes de Alpedrinha. Vários grupos teatrais foram então criados com o passar dos anos.
Em 1859 o teatro mudou de instalações. Nessa altura, o grupo dramático era composto por nove rapazes que frequentavam a Universidade de Coimbra e um outro que já tinha terminado o curso nessa Instituição de Ensino Superior, compraram uma casa na Rua dos Valadares e construíram um teatro com o traço do Teatro Académico, com frisas e 21 camarotes fechados, denominado "Teatro dos Valadares" ou "de Santa Catarina". Este grupo conseguiu ainda a proeza de apresentar em cena duas raparigas actrizes.
A 9 de Fevereiro de 1891 este magnífico teatro ficou reduzido a cinzas, devido a um violento incêndio.
Quase três mais tarde, em Outubro de 1893, surge um grupo de cinco rapazes empenhados em construir um novo teatro, o actual Teatro Clube de Alpedrinha, sendo que a 12 de Novembro de 1894 seria inaugurado. Foi construído onde actualmente se encontra. Era edifício bastante espaçoso para a época. Dele faziam parte 15 camarotes de primeira ordem, 7 de segunda, galerias, e cerca de 200 lugares na plateia. Na inauguração foi levado a cena o drama, em 3 actos, "Os dois sargentos" e as comédias "Em procura de noivo" e "A morte do galo".
Nessa magnífica sala de espectáculos, muitas companhias de teatro por lá passaram e muitos grupos de amadores de Alpedrinha lá ensaiaram e actuaram. 

Há décadas atrás, o edificio sofreu alterações na construção nomeadamente na sala de Direcção, bar/sala de convívio e nos camarins do auditório.
Com a Direcção de 2007-2012 foram realizadas obras de requalificação nas instalações sanitárias, na sala de Direcção e no bar/sala de convívio. 

Assim, o Teatro Clube de Alpedrinha, recuperou o fulgor de outros tempos, sendo considerada uma das casas de espectáculo mais importantes de todo o Interior Centro.

## Actualidade
O Teatro Clube de Alpedrinha, é uma associação sem fins lucrativos que vive dos sócios e para os sócios. A associação neste momento é um dos maiores pólos dinamizadores culturais do distrito de Castelo Branco. 

A Direcção 2007-2012, assina o registo das mais variadas e ambiciosas actividades lúdicas, desde torneios desportivos, noites de Fado, concertos musicais, Festival Aragens, Festival de Teatro Amador, Dia Mundial da Criança, Dia Mundial do Idoso, exposições, passeio Todo Terreno, passeios micológicos, passeios pedestres(Marcha dos Ordenanças)...

Com esta Direcção o Teatro Clube de Alpedrinha pretende chegar ao maior numero de pessoas e a todas as faixas etárias.

Em 2009, após 9 anos de inactividade, foi novamente reerguido o grupo de teatro amador da associação, o Grupo de Teatro Amador do T.C.A..

Desde 2007, o Teatro Clube de Alpedrinha tem-se notabilizado no apoio ao lançamento de novas bandas (portuguesas), com destaque para os "Long Way to Alaska", "We Trust", "Norberto Lobo", "Memória de Peixe", "Noiserv", "Dan Riverman", "Painted Black", "Best Youth", "Capitão Fausto","Emmy Curl", "Birds are Indie", "Utter","Norton", "A Jigsaw", "Márcia", "Jorge Palma"...
No Auditório do Teatro Clube de Alpedrinha passaram, também, nomes como "Musicalbi", "Ninho", "Arlindo de Carvalho"...
Além dos concertos que o Teatro Clube de Alpedrinha promove, em 2008 criou o Festival Aragens. O “Festival de sons soprados pelos Ventos da Gardunha, com efeitos de música e Alpedrinha no seu caminho”, integra diversos géneros musicais e surge no sentido de promover Bandas e Dj´s com o gosto de partilhar as suas sonoridades. Movimentado por esta ideologia, Zé Pedro, guitarrista dos Xutos & Pontapés apadrinhou a primeira edição do Festival Aragens(2008).
Em 2013 realizou-se a 2.ª edição do Festival de Música “Aragens”, que decorreu nos dias 8 e 9 de Fevereiro 2013.
Nesta edição pretendeu-se conquistar novos públicos no sentido de obter respostas aos tempos modernos e contribuir para a valorização do evento assim como se confirmar e reforçar o papel determinante do Teatro Clube de Alpedrinha na ajuda ao desenvolvimento cultural do concelho do Fundão.
O Cartaz da 2ª edição contou com bandas como: "The Weatherman", "The Black Mamba", "Trêsporcento", ":Papercutz" e "Os Capitães da Areia". O Teatro Clube de Alpedrinha organiza também, bianualmente, o Festival de Teatro Amador que em 2014 contou a sua 8.ª edição.
No dia de 30 Julho de 2013, o Teatro Clube de Alpedrinha comemorou o seu 120.º aniversário.
.